# Zarzuelapalatset
Zarzuelapalatset (Palacio de la Zarzuela) är ett palats tillhörande det spanska kungahuset. Palatset ligger inom området för Monte de El Pardo, nordväst om och i utkanten av Madrid. Palatset ägs av spanska staten och förvaltas av Patrimonio Nacional, som är ett organ som sköter om de nationella kulturarven. Palacio de la Zarzuela hör till komplexet Palacio Real de El Pardo, och ligger också nära det officiella residenset för kungaparet (Felipe av Spanien och Letizia av Spanien).

## Etymologi
Namnet "Zarzuela" antas härröra från "zarzas" som betyder törnbuske (björnbär), då palatset under sin tid som jaktstuga var beläget bland björnbärsbuskarna på kungens jaktmarker.
Palatset har i sin tur gett namn åt den spanska operettstilen zarzuela, som uppstod vid palatsets teater.

## Historik

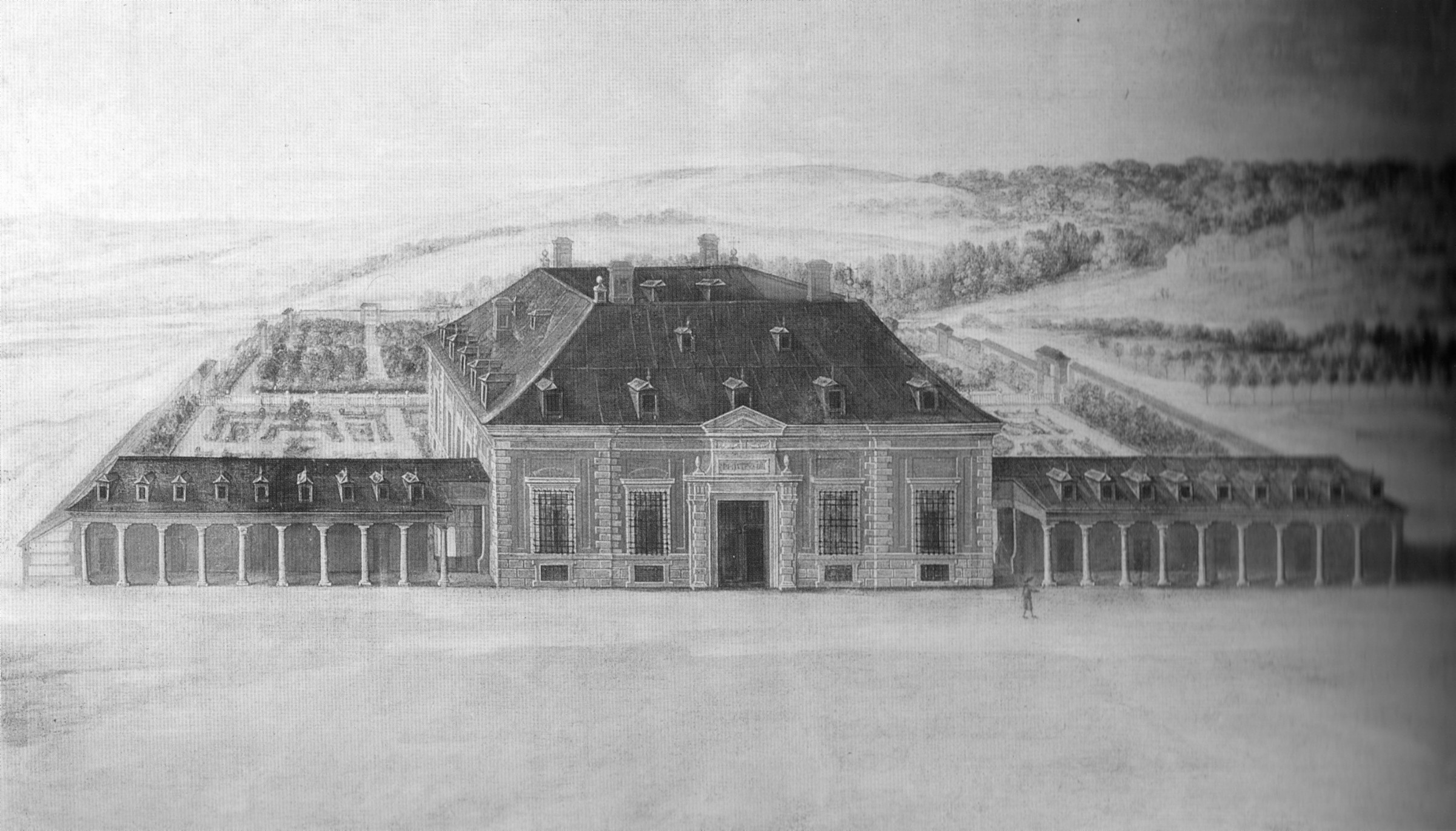
Teckning av Zarzuelapalatset från 1639.

Zarzuelapalatset uppfördes som ett jaktslott för Spaniens kung mellan 1627 och 1634. Det omfattade då bara en våning. Under 1700-talet byggdes det ut och designades för att motsvara tidens rokokostil. Det användes som ett jaktslott ännu av Alfonso XIII. Den skadades kraftigt under spanska inbördeskriget. Det byggdes om mellan 25 mars och 12 oktober 1958 av arkitekten Diego Méndez, och fick då två våningar.  
Kung Juan Carlos I och drottning Sophia bodde tillsammans i palatset från sitt giftermål 1962 till abdikationen 2014. Efter Francos död 1975 vägrade kungen och drottningen att ta över Francos palats i El Pardo, och lämnade det för att användas av utländska statsbesök. Moncloapalatset utsågs till residens för den spanska regeringen, medan de själva blev kvar i Zarzuela. Kungliga palatset i Madrid, Palacio Real de Madrid, det tidigare residenset för de spanska monarkerna, användes enbart för representation.
Miljön i Zarzuelapalatset kännetecknas av enkelhet, bekvämlighet och familjeliv.

Sommaren 2002 flyttade dåvarande kronprinsparet in i ett nytt residens, ett palats omfattande 3 150 m² och byggt på Zarzuelapalatsets mark och beläget 400 meter öster om kungens palats.